# لويز فرناندو (لاعب كرة قدم)
لويز فرناندو (بالبرتغالية: Luiz Fernando Ferreira Maximiniano‏) هو لاعب كرة قدم برازيلي في مركز الوسط، ولد في 8 مايو 1995 في ريو دي جانيرو في البرازيل. لعب مع نادي فلومينينسي ونادي فيلا نوفا.

## وصلات خارجية
- لويز فرناندو (لاعب كرة قدم) على موقع الدوري الأمريكي (الإنجليزية)
- لويز فرناندو (لاعب كرة قدم) على موقع قاعدة بيانات كرة القدم.إي يو (الإنجليزية)
- لويز فرناندو (لاعب كرة قدم) على موقع Soccerway.com (الإنجليزية)